# Puuhamaa
Puuhamaa est un parc d'attractions et un parc aquatique ouvert en 1984 à Tervakoski, dans la municipalité de Janakkala, dans la région du Kanta-Häme en Finlande.
Puuhamaa ne propose que peu d'attractions électriques mais principalement des jeux de parc récréatif pour enfants: toboggans, châteaux gonflables, pistes de voiturettes, etc. Il dispose également d'un minigolf et d'une salle d'arcade. Ses pics de fréquentation représentent environ 5 000 enfants par jour. La mascotte représentant Puuhamaa est un ours.
Le parc est détenu par le groupe espagnol Aspro-Ocio depuis 2007.

## Lien externe

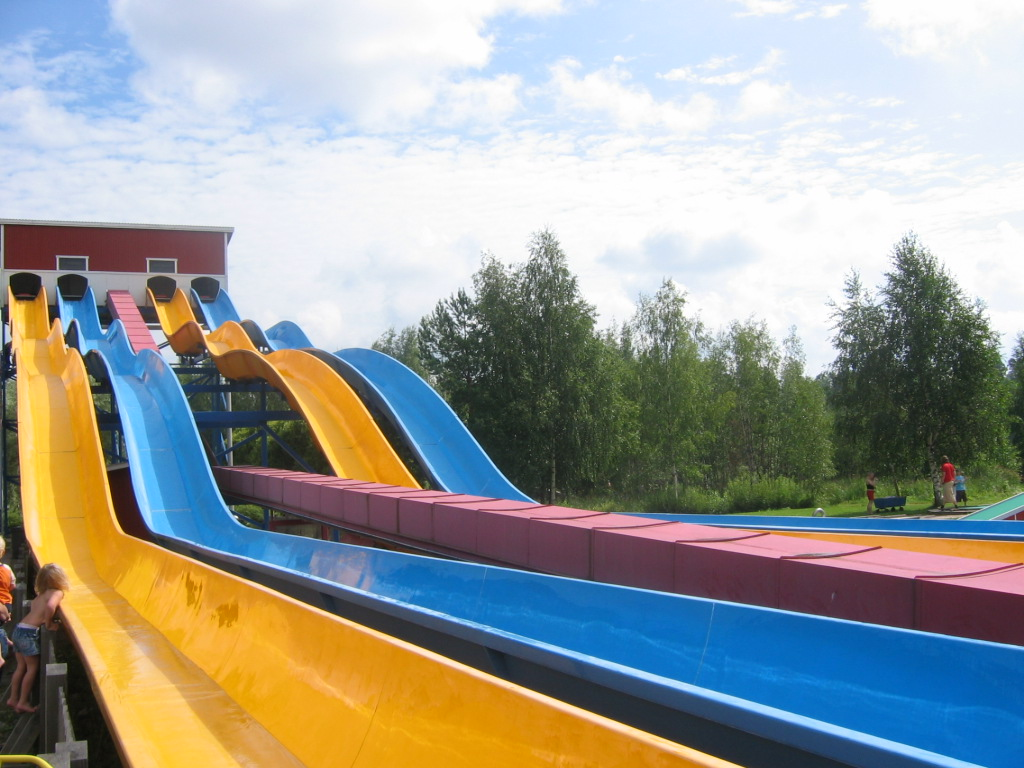
Toboggan aquatique